# FHR Institute
Het FHR Institute, voluit het FHR Lim A Po Institute for Social Studies, is een Surinaamse onderwijsinstelling voor bachelor- en masteropleidingen, onderzoek en beleidsadviezen. Het is op 9 maart 2000 opgericht door Hans Lim A Po, die het naar zijn vader (Frederik Hendrik Roëll Lim A Po) noemde. Het instituut is gevestigd in verschillende huizen in de Mr. F.H.R. Lim A Postraat te Paramaribo.
In 2012 werden de activiteiten van Inholland Suriname overgenomen, de Surinaamse vestiging van de Hogeschool Inholland. Deze studie is verder gegaan onder de naam FHR School of Business.

## Scholen
Het FHR Intitute bestaat uit de volgende vier scholen: De businessschool staat aan de Burenstraat en de andere verspreid over de Mr. F.H.R. Lim A Postraat.
- FHR School of Business
- FHR School of Governance
- FHR School of Law
- FHR School of Management